# Нагорный, Василий Степанович
Василий Степанович Нагорный (11 января 1848, Горное — 25 февраля 1921, Львов) — украинский галицкий архитектор и общественный деятель конца XIX — начала XX веков. Основатель обществ «Славия», «Народная торговля» (первый украинский кооператив), «Сокол», «Заря», «Днестр», «Народная Гостиница», «Общество для расцвета русской штуки». Архитектурное наследие В. Нагорного насчитывает несколько сотен объектов, среди которых церкви, часовни, приходские дома, общественные и частные здания.

## Биография
Родился 11 января 1848 года в селе Горном (теперь Стрыйского района, Львовской области) в семье средне-состоятельных хозяев Степана и Анны с Гриньовських. Мать умерла, когда Василию было полтора года. После второй женитьбы отца его опекуном стала бабушка (папина мать), была не только кормилицей, но и жизненной наставницей и советчицей, привила парню любовь к своей вере и народу.

### Профессиональная деятельность
После окончания учёбы в политехническом, в 1875 г., Василий Нагорный работал долгое время в бюро своего профессора Штадлера в Цюрихе при заключении различных конкурсных проектов, позже в строительном правительстве в Винтертуре при устройстве кантонской техники, у частного архитектора Шефера в Арав, а последние четыре года пребывания в Швейцарии (до 22 августа 1882 г.) — в строительном правительстве в Цюрихе.
Сразу после приезда во Львов осенью 1882 г. Нагорный приступил к проектированию церквей. Первая церковь, образцом для которой послужил Софийский Собор в Константинополе, была построена в Ярычеве Малом. Позже с его бюро вышли проекты для строительства церквей в Перегинском, Луке, Ракове, Черневе, Вороблику, Острове у Кристинополя, Олеске, Великих Мостах, и другие мелкие работы, как проекты иконостасов и приходских домиков. На 1898 г. приходится закладка уже 54-й его церкви (в Яворове), к 1902 г. Василий Нагорный изготовил проекты для сотни церквей, восемьдесят три из которых каменные, а всего по его проектам построено более 200 церквей.

### Общественная и политическая деятельность
В 1883 году, вместе с Евгением Дудикевичем, Северином Госком, Львом Павенцьким, Корнилием Устияновичем, Иваном Костецким основал Общество «Народная Торговля». Будучи директором этого общества, пытается всячески поддержать и утвердить экономический статус украинцев. В 1886 г. вышло из печати его «Руководство для магазинов», где Нагорный подробно описывает, как открыть собственный магазин, какие средства для этого нужны, а также подает образцы необходимых документов.
Известный львовский мещанин Михаил Галибей в одной из своих публикаций даже назвал Нагорного «отцом галицкой кооперации».
В 1884—1900 г. По инициативе и активном участии Василия Нагорного были основаны общества русских ремесленников «Заря», «Днестр», «Сокол», «Народная Гостиница». Был одним из соучредителей Украинской ремесленной бурсы. 26 декабря 1898 года вошел в её наблюдательный совет.
В 1885—1890 гг. Василий Нагорный занимал должность главного редактора газеты «Родина», где как специалист вмещает несколько статей, касающихся строительства: «Как класть помоста, чтобы предохранить их от гриба», «Когда рубить строительный материал?», «Кое-что о строении церквей», «Общественный дом».
В 1898 году, вместе с Иваном Трушом, Михаилом Грушевским и Юлианом Панькевичем основывает «Общество для расцвета русской штуки», на первом собрании которого Василия Нагорного единогласно выбрали председателем. Это общество имело большое влияние на дальнейшую судьбу галицкой архитектуры и искусства в целом.
В 1907 году по его инициативе во Львове возникло общество украинских рабочих «Сила»; стал первым его председателем.
Член Украинской народной трудовой партии. 16 марта 1897 года состоялось голосование во время выборов в австрийский Райхсрат (Государственный Совет в Вене) из сельской курии в округе Львов — Городок — Яворов, в котором Василий Нагорный, «русин-народовец», которого поддерживали социалисты и польские людовцы, набрал 272 голоса уполномоченных избирателей с 601. Его соперником был Теофил Мерунович, кандидат центрального комитета и антисемит, который набрал 315. По мнению автора статьи в польском журнале «Dziennik Krakowski», это были первые выборы в Львове, которые произошли «под крышей» карабинов военных.
Василий Нагорный умер 25 февраля 1921 года и был похоронен на Лычаковском кладбище во Львове (поле № 5).

## Творчество
Архитектурное наследие Василия Нагорного насчитывает несколько сотен объектов, среди которых церкви, часовни, приходские дома, общественные и частные здания. Среди таких, в частности, народный дом в Борщеве Тернопольской области, сооруженный в 1905—1908 годах, руководитель стройки Василий Дроздовский.
Самыми ценными являются сельские церкви, составляющие большинство среди его произведений, в основе у которых положен византийский стиль.
Осматривая доработок, особый акцент необходимо сделать на проектах украинских церквей. Ведь, за период творчества архитектора (1882—1918) — каждая четвёртая церковь в Галичине, была построена по его проекту.
Фактически он первый сделал попытку на профессиональном уровне создать оригинальную форму украинской сакральной постройки. Стремясь творить новое направление В. Нагорный пробует совместить в одном различные стили, беря за основу византийский, заботясь о сохранении традиций обряда.
Работая одновременно как с деревом, так и камнем, пытается выявить наиболее характерные формы, соответствующие данному материалу, создать самобытную и оригинальную пластику. Однако, самый большой пласт его творчества составляют каменные церкви.

### Одноглавие церкви
Взяв за основу крестообразные банную конструкцию, архитектор максимально упрощает структуру храма и придает ей византийского характера с элементами классицизма. Учитывая скромные экономические возможности украинского населения, предложил простую, компактную, безупречную с инженерно-технической стороны сакральную постройку, которая требовала относительно малых средств и количества строительных материалов. Тем не менее, каждая церковь отличается своей изысканностью и неповторимостью форм.
К ним можно отнести каменную церковь святого Дмитрия в с. Дмитре у Щирца, построенную в 1898 г., крестообразную в плане. Сооружение имеет восемь граненых пилонов на углах ветвей, главная нава перекрыта восьмибичною куполом на четверике, боковые мышцы прямоугольной формы с окнами по бокам. По своим планировочным решением подобные: церковь Св. Дмитрия, в селе Мальчицы, построенная в 1908 г., церковь Воздвижения Честного Креста в Подгородище с 1908 г., церковь Св. Николая в Лучинцах 1903 г. и церковь Преображения Господня в Сасове 1898 г.
Величавая церковь Св. Иоанна Богослова в селе Суховоля, построена в 1912 г. Сооружение крещатое в плане, с северной и южной сторон к полукруглой апсиды примыкают захристия и ризница, главный неф перекрыт крестовым сводом с круглым куполом, боковые мышцы прямоугольной формы с окнами по бокам. Церкви с аналогичным объемно-пространственным решением построены также в Гнилицы, Гологорах и Лисичинцях.
Очень своеобразная по планировочным решением, церковь Покрова Пресвятой Богородицы, находится на краю городка Бобрка, построена 1906 г. Здание симметрично относительно продольной оси, с большим куполом над главным нефом, в основе которой лежит квадрат, боковые мышцы имеют полукруглую форму, главние и боковые апсиды имеют вид сжатых цилиндров. Не менее оригинальные одноглавие церкви по проектам Василия Нагорного построено в Надетычах, Жёлчеве и Белом Камне.
|  |  |  |  |  |  |
|  |  |  |  |  |  |

### Трехглавие церкви
Трехглавиецеркви Василия Нагорного отличаются выраженной четырёхугольной в плане нефом, к которой примыкают с северной и южной сторон боковые мышцы, а из восточной и западной — алтарь и бабинец, массивными восьми или четырёхсторонними подкупольниками и своей насыщенностью куполов, по периметру которых врезаны арочные окна. Они в свою очередь подчеркнуты изогнутым карнизом, вроде Владимирского собора в Киеве. Как пример, можно назвать церкви Собора Пресвятой Богородицы в Утишковие (1908), Покровы Пресвятой Богородицы в Николаеве, что у Винников (1903), Введение в Храм Пресвятой Богородицы в Перегноеве (1907).На особое место следует поставить церкви Рождества Пресвятой Богородицы (1891) в Балучине Буского района и св. Кузьмы и Демьяна (1886) в Красном Золочевского района. Имея идентичное объемно-планировочное решение, они различаются лишь архитектурными деталями.
Автор неоднократно в своих публикациях обращал внимание на свойства материала, «ибо то что выполняется например из дерева, не обязательно дастся выполнить из камня и наоборот.» . В отличие от предыдущих, в этих сооружениях применяется прием, свойственный исключительно каменным объектам — круг, который невозможно применить в дереве. Полушаровой купол опирается на округлый подкупол, который в свою очередь врезается в крышу. Округлую форму имеет также и алтарная часть, к которой присоединены захристия с северной и южной стороны. Сооружения украшены пилястрами, колоннами и роскошным карнизом. Боковые мышцы заканчиваются двойными арчастими окнами. Вследствие сочетания тридильного пространства и крещатого плана была образована объемно-пространственная композиция, как никакая другая, гармонично сочетает основные традиции галицкой архитектуры и модернистской трактовки относительно соответствия формы и материала.
|  |  |  |  |
|  |  |  |  |

### Пятиглавие церкви
Появление каменных церквей с куполами, уложеними на углах центрального квадрата, в Галичине принадлежит В. Нагорном, который исходил из того, что этот тип имеет визуальную преимущество над первым, в котором купола ставились над алтарем, нефом, бабинцем и боковыми ветвями — крайние купола не заслоняют центральный.
Одна из его красивейших каменных п’ятиглавих церквей построена в Тухле. Также церкви на пять куполов построены в Берездовцы, Вороблику Королевском, Долине, Калуше, Копычинцах (св. Николая на Горе, 1900, 1905), Олеске, Стоянове, Сходнице, Больших Мостах, Токах, Судовой Вишне, Черневе (по образцу Софийской церкви в Константинополе) и других местностях. Самая большая — в Яворове.
|  |  |  |  |
|  |  |  |  |